# Julio Caesar
Don Julius Caesar markýz d’Austria (Julius Caesar d’Austria či Juan d'Austria) (asi 1586 Praha – 25. června 1609 Český Krumlov) byl prvorozený nemanželský syn císaře Rudolfa II. Zdroje předpokládají, že byl jedním ze šesti dětí, jejichž matkou byla hraběnka Kateřina Stradová, některé se s tímto názorem neshodují.

## Život
Rudolf II. měl se svým synem ambiciózní plány. Zprávy vyslanců působících u císařského dvora v Praze  uváděly, že panovník uvažuje o politické kariéře pro svého prvorozeného nemanželského syna – hovořilo se o tom, že by se Julius mohl stát sedmihradským knížetem.
Po otci ovšem Julius zdědil duševní poruchu, která se v rodině Habsburků často vyskytovala. V roce 1606 zabil sluhu, proto byl poslán do rakouského kláštera v Gamingu. Ještě v témže roce byl přestěhován do Českého Krumlova. I zde svým jednáním pohoršoval místní obyvatele a také se dopouštěl řady vážných zločinů.

Od roku 1607 začal vztah s dcerou místního lazebníka, Markétou Pichlerovou (zvanou mušle). Jednoho dne, kdy měl záchvat zuřivosti, svou milou zbil a pobodal. Bezvládné tělo pak vyhodil z okna zámku.
| „                                   | Jsouc všecka zkatována a zpíchána, že celého oudu na těle jejím nebylo, tak zrasovanou ji z okna vyhodil jako umrlou na skálu. Nepřišla však hodina její, aby se zabila, neboť upadla na smetí a svezla se po něm dolů. | “ |
| — rožmberský kronikář Václav Březan | |   |

Markéta tento čin přežila a následně se uzdravila. Julius poté na Markétiných rodičích vymohl, aby mu dívku vydali, což se stalo na masopustní neděli 17. února 1608. Tehdy ubohá dívka svému osudu neunikla. Don Julius v dalším návalu vzteku Markétu brutálně zavraždil a zohavil její tělo, které rozsekal. Následujícího dne vyrobil rakev, do které zubožené tělo ukryl.
Trpěl schizofrenií, deviací, měl násilnické sklony. V krumlovském „domácím vězení“, kam byl po vraždě zavřen, se jeho chování zhoršovalo. Křičel, rozbíjel věci, propadal vzteku, různě pohoršoval kolemjdoucí. Zemřel asi na prasklý hnisavý vřed v krku. Byl pohřben v minoritském klášteře v Českém Krumlově. Přesné místo není známo. Rudolf II. z jeho smrti netruchlil.